# Slovenska nota 2018
Slovenska nota 2018 je bila druga edicija glasbenega tekmovanja Slovenska nota. Finalni večer je potekal 1. septembra 2018 v Delavskem domu Hrastnik. Tekmovanje je organiziral Mladinski center Hrastnik.  Zmagovalka druge edicije tekmovanja je postala Maruša Zmrzlak.
Večer so vodili Kaja Čop, Annemarie Jerman in Rok Kreže.

## Format
Na javni avdiciji, ki je potekala 7. aprila 2018 v Mladinskem centru Hrastnik, se je predstavilo 19 pevcev in pevk iz celotne Slovenije. Strokovna komisija je na avdiciji izbrala 10 finalistk in finalistov, ki so se predstavili na finalnem večeru, ki je potekal 1. septembra 2018. Na finalnem večeru se je vsak od finalistov predstavila s priredbo slovenske pesmi, ki si jo je izbral sama, skupaj s hišnim bendom. Kombinacija glasov strokovne komisije, ki je bila na finalnem večeru nova, in glasov občinstva v dvorani Delavskega doma Hrastnik je določila zmagovalca drugega poteka tekmovanja.

## Finalistke in finalisti Slovenske note 2018
Mladinski center Hrastnik je finalistke in finaliste razglasil 13. aprila 2018 na spletnih omrežjih.
| Ime tekmovalke oz. tekmovalca | Naslov izvedene priredbe slovenske pesmi na finalnem večeru |
| ----------------------------- | ----------------------------------------------------------- |
| Katja Brcar                   | Pomlad v mestu (orig. Eva Černe)                            |
| Špela Došler                  | Orion (prir. Severa Gjurin, orig. Marjana Deržaj)           |
| Maša Jakopič                  | Prisluhni mi (orig. Darja Švajger)                          |
| Karin Možina                  | Ledena (orig. Siddharta)                                    |
| Sara Praznik                  | Prvič in zadnjič (orig. Nuša Derenda)                       |
| Ana Podržavnik                | Ne spreminjaj me (orig. Ditka)                              |
| Šani Šeni                     | Maček (orig. Šani Šeni)                                     |
| Matej Zidarn                  | Moja (orig. Toše Proeski)                                   |
| Maruša Zmrzlak                | Objem (orig. Papir)                                         |

## Članice in člani strokovnih komisij
Strokovno komisijo na avdiciji so sestavljali Anabel, Dare Acoustic, Sandra Erpe, Boštjan Korošec, Samantha Maya in Jana Sen.
Strokovno komisijo na finalnem večeru so sestavljali Alesh Maatko, Samantha Maya, Nikola Nikolić in Martin Štibernik.

## Finalni večer
Finalni večer je potekal v Delavskem domu Hrastnik. Finalistke in finalisti so predstavile priredbe slovenskih pesmi skupaj s hišnim bendom v živo. Hišni bend so sestavljali Aljaž Šumej (klaviature), Florjan Ajdnik (bas kitara), Gabriel Miklobušec (kitara) in Anže Lečnik (bobni). V šovprogramu je nastopila zmagovalka Slovenske note 2017 - Samantha Maya in predstavila svojo pesem Tu in tam, ki jo je prejela od Mladinskega centra Hrastnik kot nagrado za svojo zmago. Zmagovalka druge edicije je postala Maruša Zmrzlak, ki je zapela priredbo pesmi Objem (orig. Papir).

## Rezultati Slovenske note 2018
Med deset (10) finalistk in finalistov se je porazdelilo šeststo (600) točk. Polovico točk (50 %) je podelila štiri-članska strokovna komisija na finalnem večeru, preostalo polovico točk (50 %) pa je podelila publika v dvorani Delavskega doma Hrastnik. Ljudje v dvorani so glasovali na fizične glasovnice. Sistem glasovanja je bil proporcionalen – tolikšen odstotek glasov, kolikor jih je bilo oddanih za enega finalista v dvorani, tolikšen odstotek točk je slednji finalist prejela od tristo (300) točk publike. Vsak član komisije je imel na voljo 55 točk – vsak član komisije je podelil točke 1, 2, 3, 4, 5, 6, 7, 8, 9 in 10 – pri čemer je deset (10) točk podelil najboljšemu finalisti večera po svoji presoji. Vsak finalist je od tristo (300) točk komisije prejel tolikšen odstotek točk, kolikšen odstotek točk je bil zanj oddan od vseh točk strokovne komisije.
| Finalist oz. finalistka | Točke strokovne komisije | Točke publike v dvorani | Skupne točke | Končna uvrstitev |
| ----------------------- | ------------------------ | ----------------------- | ------------ | ---------------- |
| Ana Podržavnik          | 12                       | 12                      | 24           | 10.              |
| Tanita Lipar            | 27                       | 25                      | 52           | 8.               |
| Sara Praznik            | 37                       | 29                      | 66           | 4.               |
| Maša Jakopič            | 25                       | 13                      | 38           | 9.               |
| Matej Zidarn            | 33                       | 46                      | 79           | 2.               |
| Karin Možina            | 38                       | 14                      | 52           | 7.               |
| Katja Brcar             | 16                       | 38                      | 54           | 5.               |
| Šani Šeni               | 38                       | 39                      | 77           | 3.               |
| Maruša Zmrzlak          | 40                       | 65                      | 105          | 1.               |
| Špela Došler            | 34                       | 19                      | 53           | 6.               |

*Opomba: v primeru izenačenja točk med dvema finalistoma je višje uvrščeni tisti, ki je prejel več točk strokovne komisije. Karin Možina in Tanita Lipar sta imeli izenačno skupno število točk, a je bila višje uvrščena Karin Možina, saj je prejela več točk strokovne komisije kakor Tanita Lipar.

## Prva pesem Maruše Zmrzlak
Zmagovalka Maruša Zmrzlak je za svojo zmago prejela nagrado od Mladinskega centra Hrastnik. Slednji ji je poklonil prvo slovensko pesem z naslovom Skušnjava. Melodijo in besedilo za pesem Skušnjava je napisal Dare Acoustic, aranžma pa je prispeval Alex Volasko.
Mladinski center Hrastnik je pred tekmovanjem Slovenska nota 2018 k sodelovanju povabil tri avtorje in avtorice, ki se ukvarjajo s produkcijo slovenske glasbe, in sicer Dareta Acoustica, Sandro Erpe in Jano Sen. Vsi so Maruši Zmrzlak po njeni zmagi ponudili svoje demo posnetke slovenskih pesmi, za katere so ocenili, da bi bili primerni za njo, Maruša pa si je izbrala pesem Skušnjava Dareta Acoustica.
Maruša je za pesem Skušnjava posnela videospot in pesem izdala pod založbo Menart Records.